# Elogio de la lentitud
Elogio de la lentitud (título original: In Praise of Slowness) es un libro escrito por Carl Honoré en el cual analiza el culto a la velocidad, que afirma se está convirtiendo en el estándar social de todo el mundo. Analiza y elogia el movimiento lento y los diversos grupos en los que se concreta dicho movimiento a nivel mundial.